# 斯蒂普福爾斯 (緬因州)
斯蒂普福爾斯（英語：Steep Falls）是位於美國緬因州坎伯蘭縣的一個普查規定居民點。

## 人口
根據2020年美國人口普查的數據，斯蒂普福爾斯的面積為26.41平方千米，當中陸地面積為25.99平方千米，而水域面積為0.42平方千米。當地共有人口1223人，而人口密度為每平方千米46.31人。